# Cha tôi, người ở lại
Cha tôi, người ở lại (tên cũ: Lấy danh nghĩa người nhà) là một bộ phim truyền hình được thực hiện bởi Trung tâm Phim truyền hình Việt Nam do Vũ Trường Khoa làm đạo diễn. Phim được mua kịch bản chuyển thể từ bộ phim Lấy danh nghĩa người nhà của Trung Quốc. Phim phát sóng vào lúc 20h00 thứ 2 đến thứ 4 hàng tuần bắt đầu từ ngày 17 tháng 2 năm 2025 và kết thúc vào ngày 28 tháng 5 năm 2025 trên kênh VTV3.

## Nội dung
Bộ phim kể về câu chuyện của hai người cha đơn thân - ông Bình (Trần Thái Sơn) và ông Chính (Bùi Như Lai), những người đã cùng nhau nuôi dưỡng ba đứa trẻ: Trần Khôi Nguyên (Trần Nghĩa), Vũ Quốc Việt (Thái Vũ) và Lê Hà An (Nguyễn Hoàng Ngọc Huyền) như anh em một nhà. Dù không cùng huyết thống, các con vẫn lớn lên trong tình yêu thương trọn vẹn. Tuy nhiên, khi trưởng thành, Nguyên và Việt buộc phải rời xa gia đình vì ràng buộc máu mủ. Sau 6 năm xa cách, khi đoàn tụ, những tổn thương và hiểu lầm dần được hàn gắn, khẳng định rằng dù cuộc đời có đổi thay thế nào, những người cha vẫn luôn là điểm tựa vững chắc cho con cái.

## Diễn viên

### Diễn viên chính
- Bùi Như Lai trong vai Ông Chính[2]
- Trần Thái Sơn trong vai  Ông Bình[3]
- Nguyễn Hoàng Ngọc Huyền trong vai Lê Hà An[4]
- Trần Nghĩa trong vai  Trần Khôi Nguyên[5]
- Thái Vũ trong vai Vũ Quốc Việt[6]
- Nguyễn Thị Kiều Anh trong vai Quyên[7]
- Nguyễn Thu Quỳnh trong vai Liên[8]
- Trần Trung Kiên trong vai Đại[9]
- Nguyễn Minh Tiệp trong vai Vũ Minh Huấn[10]
- Lương Thu Trang trong vai Tuệ Minh[11]
- Nguyễn Thị Thanh Huế trong vai Nguyễn Phương Thảo[12]
- Vũ Tuấn Việt trong vai Phi

### Diễn viên phụ
- Nguyễn Công Lý trong vai Ông nội của Việt[13]
- Trần Thị Thu Hương (Hương "Tươi") trong vai Bà ngoại của Nguyên
- Nguyễn Hà Trung (Trung "Ruồi") trong vai Ông Chiến
- Hồ Uy Linh trong vai Ông Thông
- Thùy Liên trong vai Bà Mẫn
- Lưu Huyền Trang trong vai Mẹ Thảo
- Nguyễn Nguyên Châu trong vai Thảo (lúc nhỏ)
- Đặng Trịnh Việt Pháp trong vai Trần Hải Đăng
- Nguyễn Thùy Dương trong vai Chi
- Đức Hùng trong vai Bố của Chi
- Nguyễn Hà trong vai Đức
- Bé Bảo An trong vai Bông/Cát Tiên
- Bé Bảo Nam trong vai Nguyên (lúc nhỏ)
- Bé Phương Linh trong vai An (lúc nhỏ)
- Bé Nhật Minh trong vai Việt (lúc nhỏ)
- Lê Hà trong vai Bà Hòa
- Đỗ Hoa Thúy trong vai Bà Ngọc
- Vương Trọng Trí trong vai Thành
- Nguyễn Tiến Lộc trong vai Chồng sau của Liên
- Hương Linh (Anna Linh) trong vai Mai

### Diễn viên khách mời
- Nguyễn Đình Tú trong vai Tú

## Ca khúc trong phim
| STT | Nhan đề                      | Sáng tác        | Trình bày                 | Thời lượng |
| --- | ---------------------------- | --------------- | ------------------------- | ---------- |
| 1.  | "Tìm về"                     | Phùng Tiến Minh | Hương Ly                  | 4:49       |
| 2.  | "Hoa dại khờ"                | Phùng Tiến Minh | Hương Ly, Phùng Tiến Minh | 4:31       |
| 3.  | "Đi một đường, về hai hướng" | Phùng Tiến Minh | Hương Ly, Phùng Tiến Minh | 4:12       |

## Sản xuất và đón nhận

### Sản xuất
Cha tôi, người ở lại do Vũ Trường Khoa làm đạo diễn, kịch bản của phim được chấp bút bởi nhóm biên kịch Thảo Đan, An Nguyên và Trần Thu. Bộ phim khai máy từ tháng 9 năm 2024 và đóng máy vào tháng 4 năm 2025.
Vai chính của phim lần lượt được giao cho Bùi Như Lai, Trần Thái Sơn, Nguyễn Hoàng Ngọc Huyền, Trần Nghĩa, Vũ Hồng Thái. Trong đó, tác phẩm lần này đã đánh dấu sự tái hợp của Trần Nghĩa và Nguyễn Hoàng Ngọc Huyền sau thành công của bộ phim Chúng ta của 8 năm sau và sự tái hợp của Bùi Như Lai và Trần Thái Sơn sau thành công của bộ phim Dưới bóng cây hạnh phúc. Diễn viên Nguyễn Đình Tú vào vai khách mời ở tập 42 của bộ phim.
Buổi họp báo ra mắt bộ phim được tổ chức vào ngày 12 tháng 2 năm 2025 tại Hà Nội, tác phẩm chính thức lên sóng vào ngày 17 tháng 2 năm 2025, mở màn khung giờ 21h40 đổi sang phim Việt mới 20h00 trên kênh VTV3.

### Đón nhận
Theo số liệu mà Kantar Media cung cấp ngày 2 tháng 3 năm 2025, Cha tôi, người ở lại đã thành công vượt mặt 2 bộ phim mới là Những chặng đường bụi bặm (cũng của VTV3) và Yêu lần nữa (THVL1) cùng một loạt chương trình khác để chiếm vị trí top 1 rating cả nước. Con số 5,1% vô cùng ấn tượng cũng là thành tích mà đã khá lâu, sóng giờ vàng VTV không đạt được.
Theo báo cáo từ VTV Ratings - Hệ thống chỉ số đo lường khán giả các kênh VTV của Đài Truyền hình Việt Nam, tập cuối - tập 45 bộ phim Cha tôi, người ở lại đã trở thành tập phim truyền hình có lượng khán giả theo dõi lớn nhất trong tháng 5/2025 trên các kênh VTV với tổng cộng hơn 6,8 triệu khán giả cả nước đã xem, tính đến 12h đêm 28 tháng 5 năm 2025. Tỉ suất khán giả (rating) của tập này đạt 6,5% toàn quốc, tương đương trung bình mỗi phút trong tập 45 này có hơn 4,6 triệu khán giả (trên 4 tuổi) theo dõi. Mỗi khán giả đã xem 3/4 tổng thời lượng phát sóng của tập. Bên cạnh đó, trong tháng 5/2025, 11 tập phim Cha tôi, người ở lại đã thu hút trung bình 5,3 triệu khán giả mỗi tập, đạt tỉ suất khán giả trung bình gần 4 triệu khán giả mỗi phút, tương đương 5,63% khán giả cả nước (trên 4 tuổi). Bộ phim đứng đầu trong Bảng xếp hạng Top 10 phim dài tập trên các kênh VTV tháng 5/2025.